# Jakutisk nötväcka
Jakutisk nötväcka (Sitta arctica) är en nyligen urskiljd asiatisk fågelart i familjen nötväckor inom ordningen tättingar. Tidigare behandlades den som underart till nötväckan. Beståndet anses vara livskraftigt.

## Utseende och läten
Jakutisk nötväcka är mycket lik nötväckan som den tidigare ansågs vara en del av. Den har dock längre vingar och stjärt samt längre men smalare näbb. I fjäderdräkten märks kortare och smalare svart ögonstreck, blygrå istället för gråvita undre vingtäckare och mycket mer vitt på yttre stjärtfjädrarna. Även lätet skiljer sig betydligt.

## Utbredning och systematik
Jakutisk nötväcka förekommer i centrala och nordöstra nordcentrala Sibirien från Jenisejflodens bäcken (från cirka 105–106°) till området kring Anadyrfloden, övre Penzjinafloden och nordvästra Koryakplatån.
Tidigare behandlades den som underart till nötväcka (S. europaea). Den urskiljs dock numera oftast som egen art baserat på skillnader i genetik, utseende och läten. Den kan också vara sympatrisk till nötväckans taxon baicalensis eller i alla fall parapatrisk. Den behandlas som monotypisk, det vill säga att den inte delas in i några underarter. 

## Status och hot
Arten har ett stort utbredningsområde och en stor population med stabil utveckling och tros inte vara utsatt för något substantiellt hot. Utifrån dessa kriterier kategoriserar internationella naturvårdsunionen IUCN arten som livskraftig (LC).